# WTA Sydney 1977
Il WTA Sydney 1977 è stato un torneo di tennis giocato sull'erba. È stata la 2ª edizione del torneo, che fa parte del WTA Tour 1977. Si è giocato a Sydney in Australia, dal 14 al 20 novembre 1977.

## Campionesse

### Singolare
Evonne Goolagong Cawley ha battuto in finale  Kerry Reid con il punteggio di 6–1, 6–3

### Doppio
Kerry Reid /  Greer Stevens e  Evonne Goolagong Cawley /  Betty Stöve hanno condiviso il titolo perché la finale non è stata disputata per pioggia.